# Carnavales de verano de Redondela
El Carnaval de verano de Redondela (en gallego, Entroido de verán) es una fiesta popular española, en el ámbito gallego que tiene lugar en Redondela el penúltimo fin de semana de agosto. Se celebra desde 1997, y tiene su origen en el martes de carnaval. Cuenta con un programa de conciertos y un concurso de "drag queens". 
Por el festival pasaron artistas como King África, Georgie Dann, Chimo Bayo, Los Inhumanos o Soraya Arnelas.